# روجر سكوت
روجر سكوت (بالإنجليزية: Roger Scott)‏ هو مصور أسترالي، ولد في 1944.